# Жентиця
Женти́ця (словац. žinčica, пол. żętyca, zyntyca, zintyca, zimbora, ймовірно походить від рум. jintiţă) — популярний молочний напій в Словаччині, на сході Чехії і в Польських та Українських Карпатах, субпродукт при виробництві бринзи та осципків. Жентиця являє собою сироватку з овечого молока зі слідами сиру. Її вживають гарячою та охолодженою. Вважається, що жентиця корисна для здоров'я.
Жирність овечої жентиці 3-4 %, а коров'ячо-овечої 2-3 %.